# Belvoir
Pour les articles homonymes, voir Belvoir (homonymie).
Belvoir est une commune française située dans le département du Doubs, la région culturelle et historique de Franche-Comté et la région administrative Bourgogne-Franche-Comté.
Ses habitants sont appelés les Belvicis.

## Géographie
Le village, situé à 590 m d'altitude, est construit au pied du château dans une échancrure arrondie du plateau qui le protège sur trois côtés.

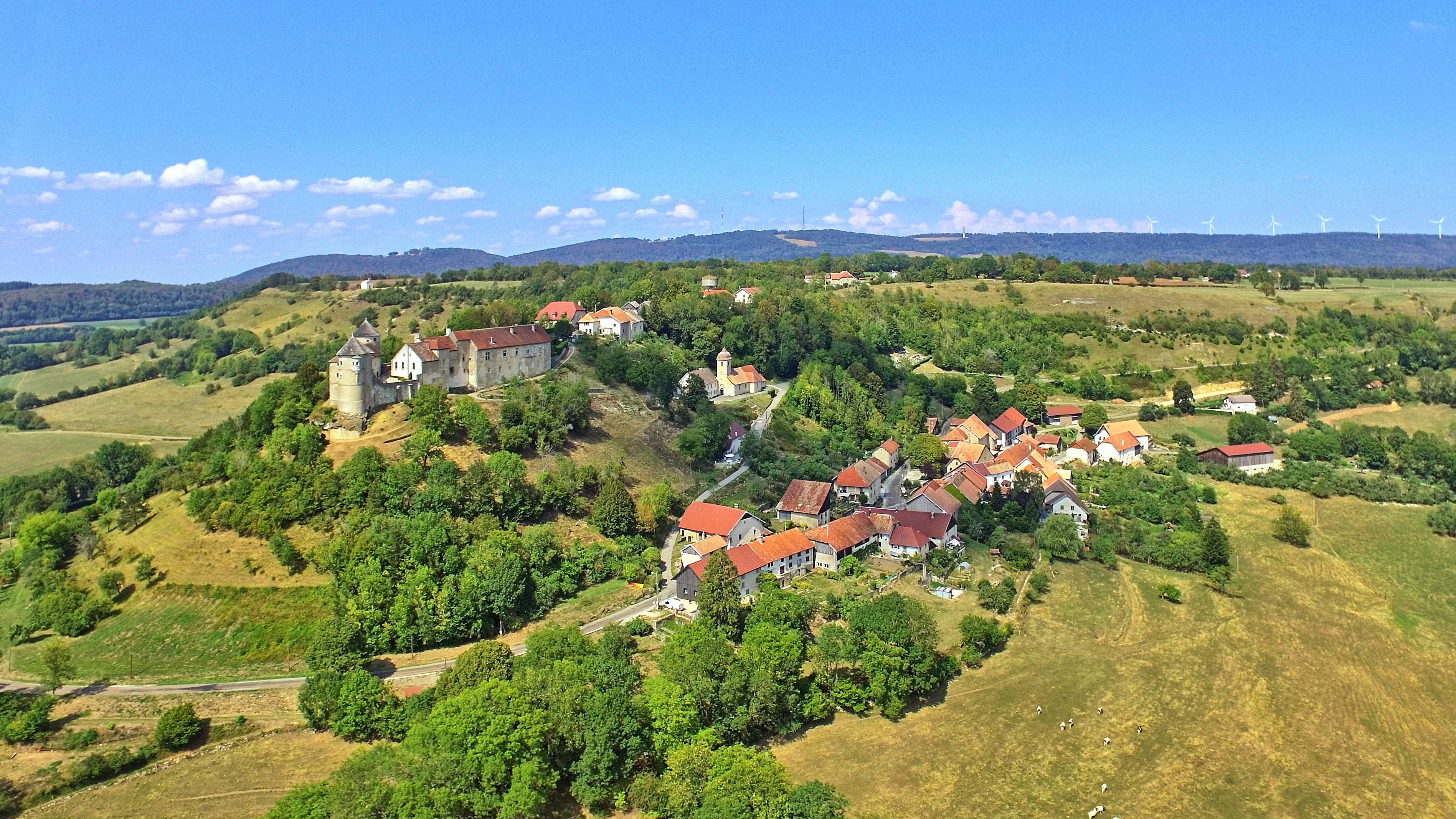
Le village et son château.

### Communes limitrophes

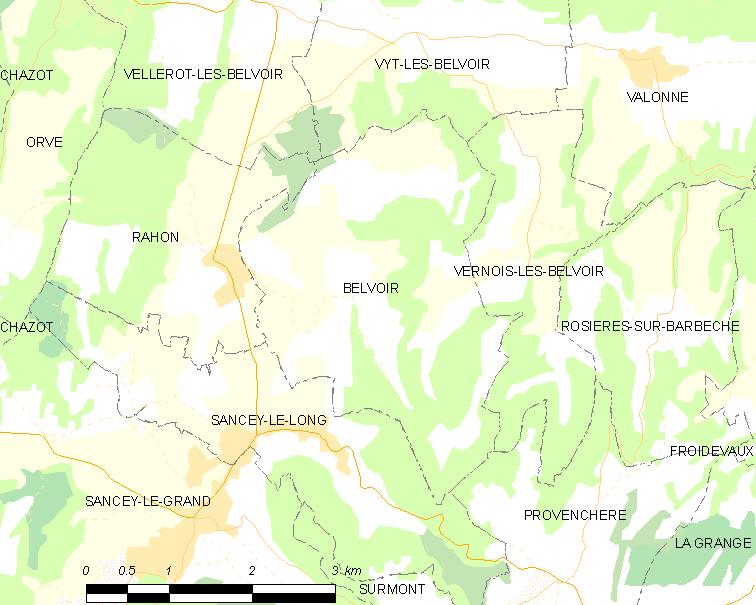
Carte de la commune de Belvoir et des proches communes.

### Hydrographie
Le Ruisseau de Buhin, le Ruisseau de Froidevaux et le Ruisseau de Matonvau sont les principaux cours d'eau traversant la commune.

### Climat
Pour des articles plus généraux, voir Climat de la Bourgogne-Franche-Comté et Climat du Doubs.
En 2010, le climat de la commune est de type climat de montagne, selon une étude du Centre national de la recherche scientifique s'appuyant sur une série de données couvrant la période 1971-2000. En 2020, Météo-France publie une typologie des climats de la France métropolitaine dans laquelle la commune est dans une zone de transition entre le climat semi-continental et le climat de montagne et est dans la région climatique  Jura, caractérisée par une forte pluviométrie en toutes saisons (1 000 à 1 500 mm/an), des hivers rigoureux et un ensoleillement médiocre. 
Pour la période 1971-2000, la température annuelle moyenne est de 8,7 °C, avec une amplitude thermique annuelle de 17 °C. Le cumul annuel moyen de précipitations est de 1 399 mm, avec 12,6 jours de précipitations en janvier et 11,1 jours en juillet. Pour la période 1991-2020, la température moyenne annuelle observée sur la station météorologique de Météo-France la plus proche, « Sancey-le-grand », sur la commune de Sancey à 3 km à vol d'oiseau, est de 10,2 °C et le cumul annuel moyen de précipitations est de 1 161,7 mm. 
La température maximale relevée sur cette station est de 37,9 °C, atteinte le 24 juillet 2019 ; la température minimale est de −22 °C, atteinte le 20 décembre 2009,,. 
Les paramètres climatiques de la commune ont été estimés pour le milieu du siècle (2041-2070) selon différents scénarios d'émission de gaz à effet de serre à partir des nouvelles projections climatiques de référence DRIAS-2020. Ils sont consultables sur un site dédié publié par Météo-France en novembre 2022.

## Urbanisme

### Typologie
Au 1er janvier 2024, Belvoir est catégorisée commune rurale à habitat dispersé, selon la nouvelle grille communale de densité à 7 niveaux définie par l'Insee en 2022.
Elle est située hors unité urbaine et hors attraction des villes,.

### Occupation des sols
L'occupation des sols de la commune, telle qu'elle ressort de la base de données européenne d’occupation biophysique des sols Corine Land Cover (CLC), est marquée par l'importance des territoires agricoles (61,6 % en 2018), une proportion sensiblement équivalente à celle de 1990 (62,2 %). La répartition détaillée en 2018 est la suivante : 
forêts (38,3 %), prairies (35,1 %), terres arables (26,5 %), zones urbanisées (0,1 %). L'évolution de l’occupation des sols de la commune et de ses infrastructures peut être observée sur les différentes représentations cartographiques du territoire : la carte de Cassini (XVIIIe siècle), la carte d'état-major (1820-1866) et les cartes ou photos aériennes de l'IGN pour la période actuelle (1950 à aujourd'hui).

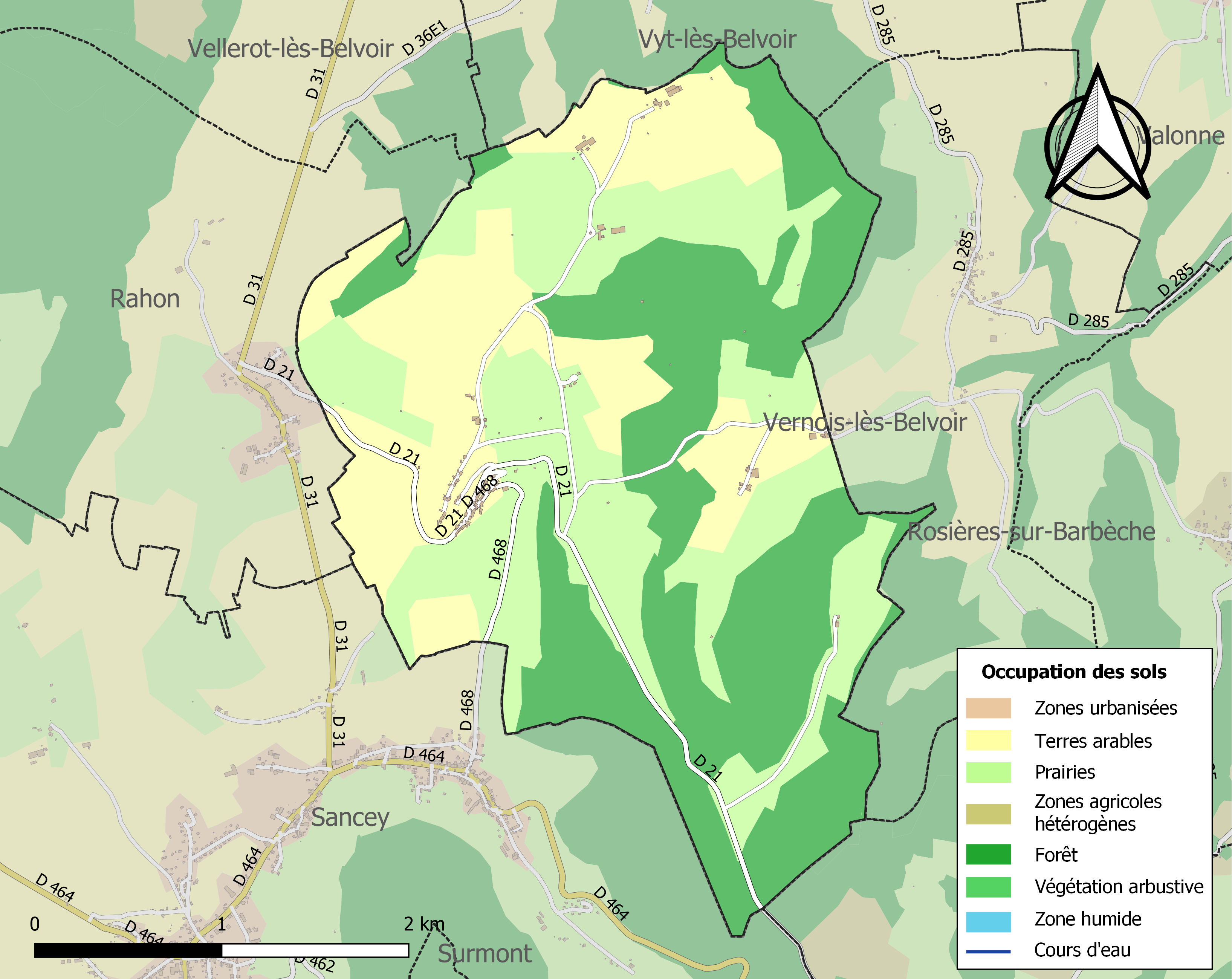
Carte des infrastructures et de l'occupation des sols de la commune en 2018 (CLC).

## Toponymie
Belvoir dès 1238 ; Castrum Belli visus en 1245 ; Biauvoir en 1259 ; Bealvoir en 1319 ; Bello Visu en 1349; Beauvoir en 1454 ; Belvoye en 1780.
Sans doute un lieu « beau à voir » (à rapprocher de Beauvoir).

## Histoire
Les terres qui formeront le seigneurie de Belvoir dépendent au VIe siècle de l'abbaye d'Agaune, en effet celle-ci s'était vu dotée par Sigismond, alors roi des Burgondes de 516 à 523, d'un territoire considérable comprenant, entre autres, des biens situés près de Besançon. Dans le courant du XIe siècle, les membres de la maison de Rougemont, originaire du lieu du même nom, occuperont la charge de vicomte de Besançon et c'est tout naturellement qu'un cadet de cette maison, en la personne de Thibaud de Rougemont, va se voir doté au XIIe siècle des terres de Belvoir qu'il érigera en seigneurie en prenant le nom de Thibaud de Belvoir. Avec le décès de Thiébaud III de Belvoir en 1339 ses terres seront transmises par testament à son neveu Vauthier de Cusance, fils de sa sœur Isabelle et de Jean de Cusance, bailli de Bourgogne.

## Politique et administration
| Période                                  | Période                     | Identité                                        | Étiquette | Qualité                                                   |
| ---------------------------------------- | --------------------------- | ----------------------------------------------- | --------- | --------------------------------------------------------- |
| Les données manquantes sont à compléter. |                             |                                                 |           |                                                           |
| 1995                                     |                             | Rémi Hugonnot                                   |           |                                                           |
| mars 2001                                | En cours (au 1er juin 2020) | Christian Brand, Réélu pour le mandat 2020-2026 | LR        | Ancien agriculteur Président de la Communauté de Communes |

## Démographie
L'évolution du nombre d'habitants est connue à travers les recensements de la population effectués dans la commune depuis 1793. Pour les communes de moins de 10 000 habitants, une enquête de recensement portant sur toute la population est réalisée tous les cinq ans, les populations de référence des années intermédiaires étant quant à elles estimées par interpolation ou extrapolation. Pour la commune, le premier recensement exhaustif entrant dans le cadre du nouveau dispositif a été réalisé en 2004.

En 2022, la commune comptait 90 habitants, en évolution de −16,67 % par rapport à 2016 (Doubs : +1,88 %, France hors Mayotte : +2,11 %).
| 1793 | 1800 | 1806 | 1821 | 1831 | 1836 | 1841 | 1846 | 1851 |
| ---- | ---- | ---- | ---- | ---- | ---- | ---- | ---- | ---- |
| 387  | 242  | 384  | 405  | 387  | 390  | 430  | 367  | 340  |

| 1856 | 1861 | 1866 | 1872 | 1876 | 1881 | 1886 | 1891 | 1896 |
| ---- | ---- | ---- | ---- | ---- | ---- | ---- | ---- | ---- |
| 339  | 365  | 352  | 334  | 312  | 294  | 264  | 276  | 236  |

| 1901 | 1906 | 1911 | 1921 | 1926 | 1931 | 1936 | 1946 | 1954 |
| ---- | ---- | ---- | ---- | ---- | ---- | ---- | ---- | ---- |
| 261  | 250  | 213  | 171  | 186  | 172  | 178  | 149  | 125  |

| 1962 | 1968 | 1975 | 1982 | 1990 | 1999 | 2004 | 2006 | 2009 |
| ---- | ---- | ---- | ---- | ---- | ---- | ---- | ---- | ---- |
| 140  | 130  | 115  | 100  | 98   | 102  | 100  | 98   | 100  |

| 2014 | 2019 | 2022 | - | - | - | - | - | - |
| ---- | ---- | ---- | - | - | - | - | - | - |
| 101  | 96   | 90   | - | - | - | - | - | - |

## Culture locale et patrimoine
Le site exceptionnel de Belvoir et son riche patrimoine ont permis à la commune d'être labellisée Cité de Caractère de Bourgogne-Franche-Comté en 2016.

### Lieux et monuments
- Château de Belvoir  Inscrit MH (1956).
- Les halles de Belvoir  Inscrit MH (1973) : connues dès 1314, modernisées à la fin du XVIIe siècle, elles sont les seules halles de bois conservées en Franche-Comté.
- L'église St-Nicolas, chapelle castrale construite en 1719, remplaçant la chapelle gothique, et devenue église paroissiale après le Concordat de 1803.
- Maisons des XVe et XVIe siècles dans le village.

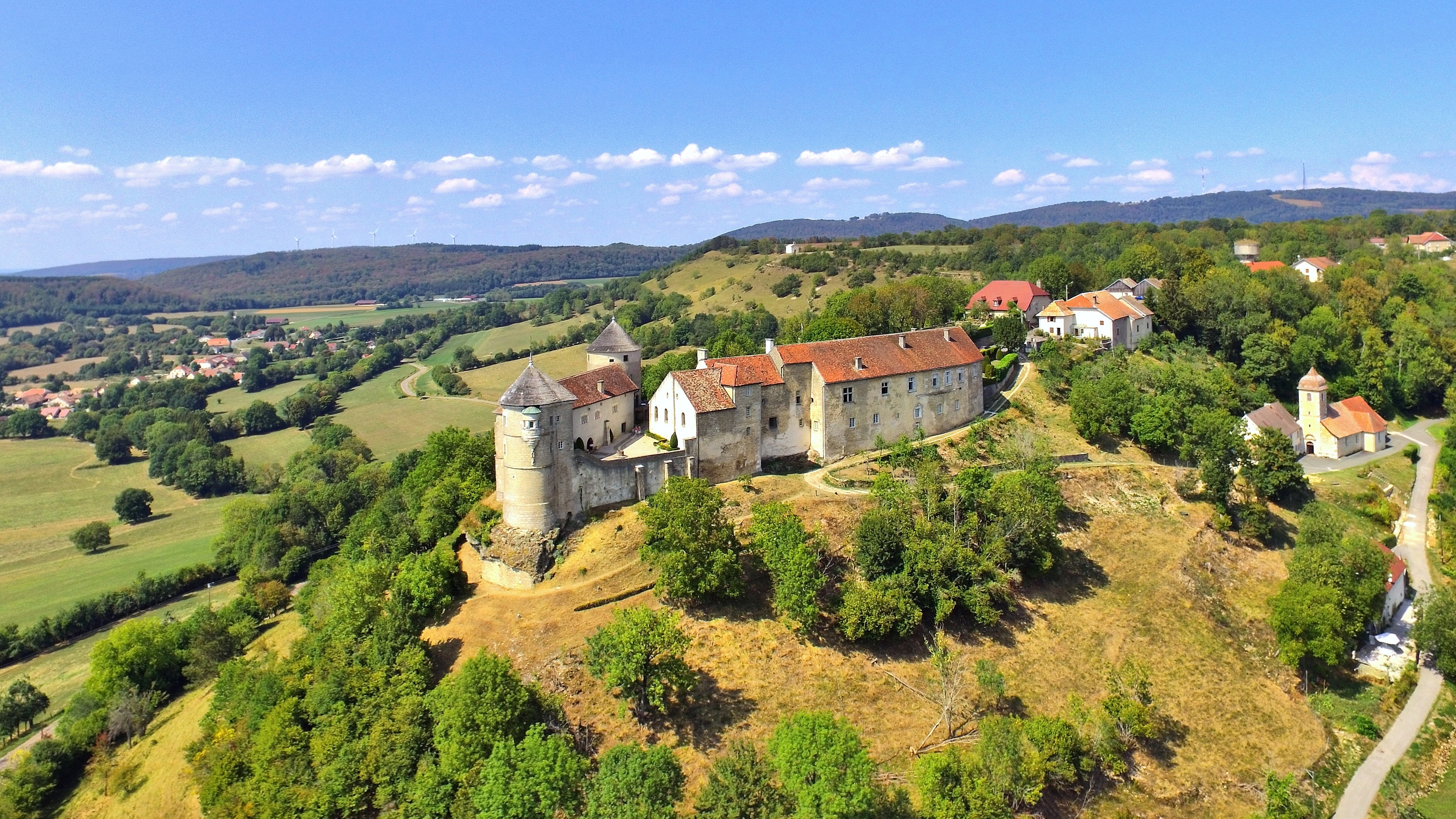
Le château de Belvoir.
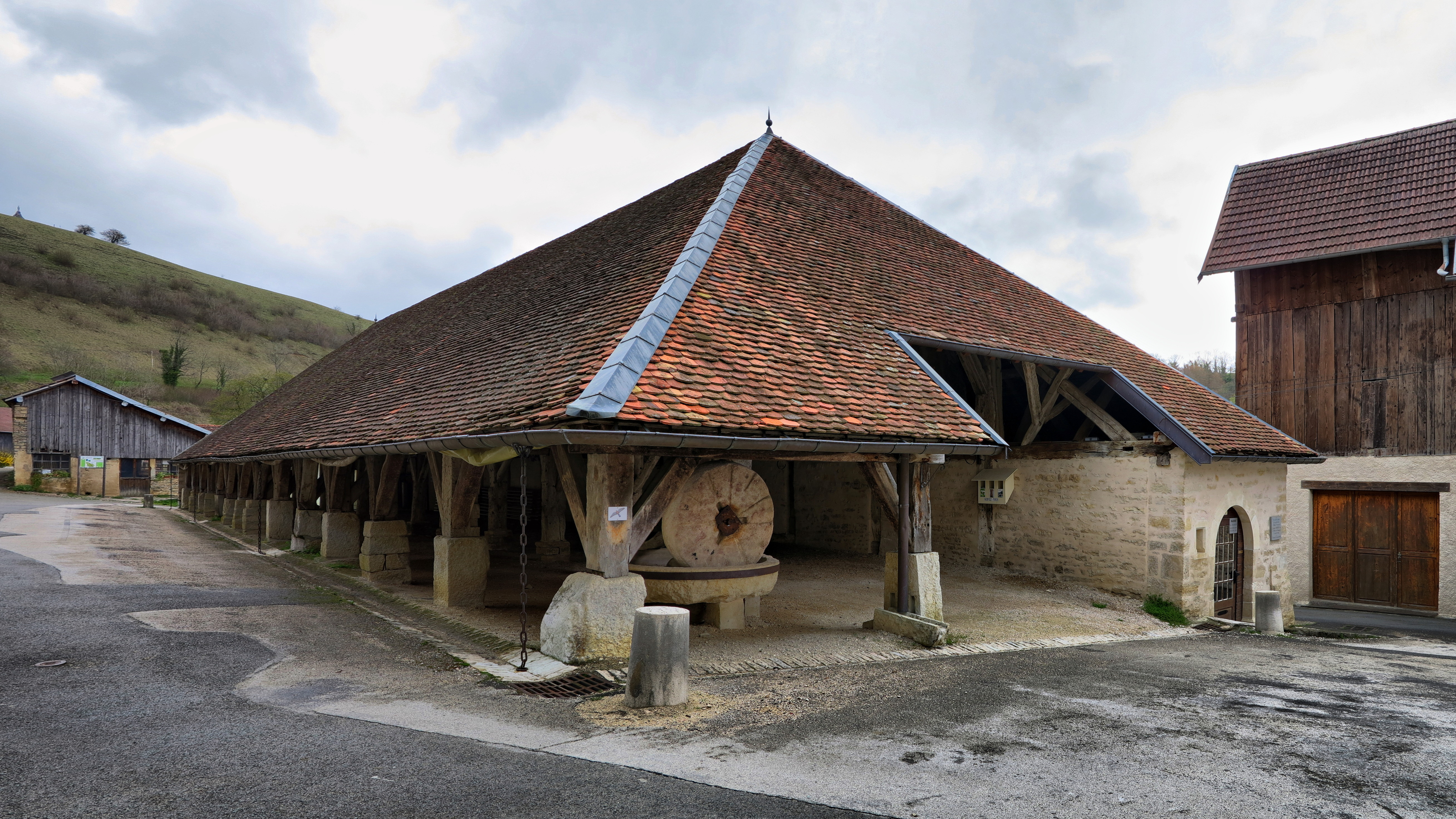
Les halles de Belvoir.
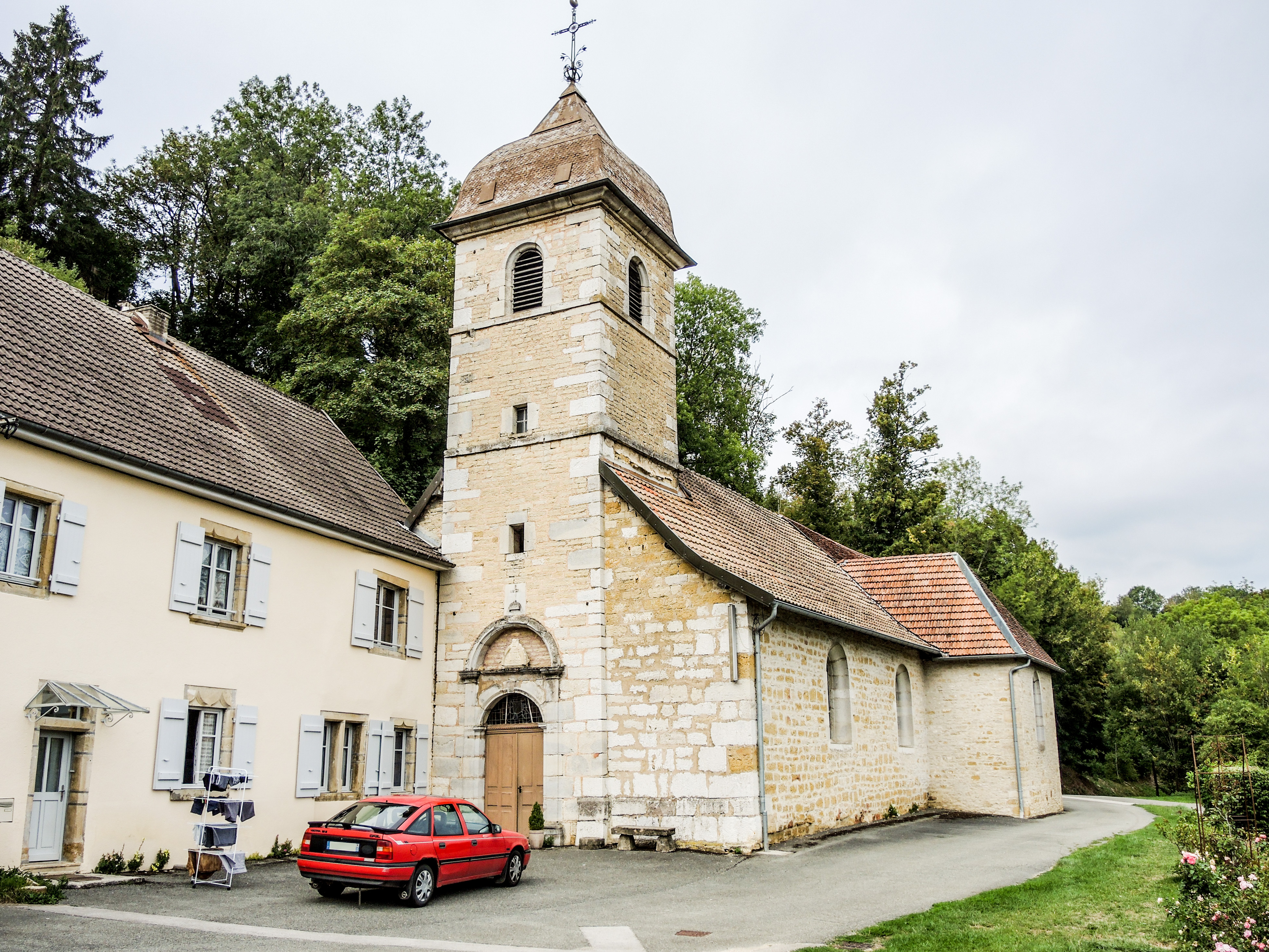
L'église Saint-Nicolas.
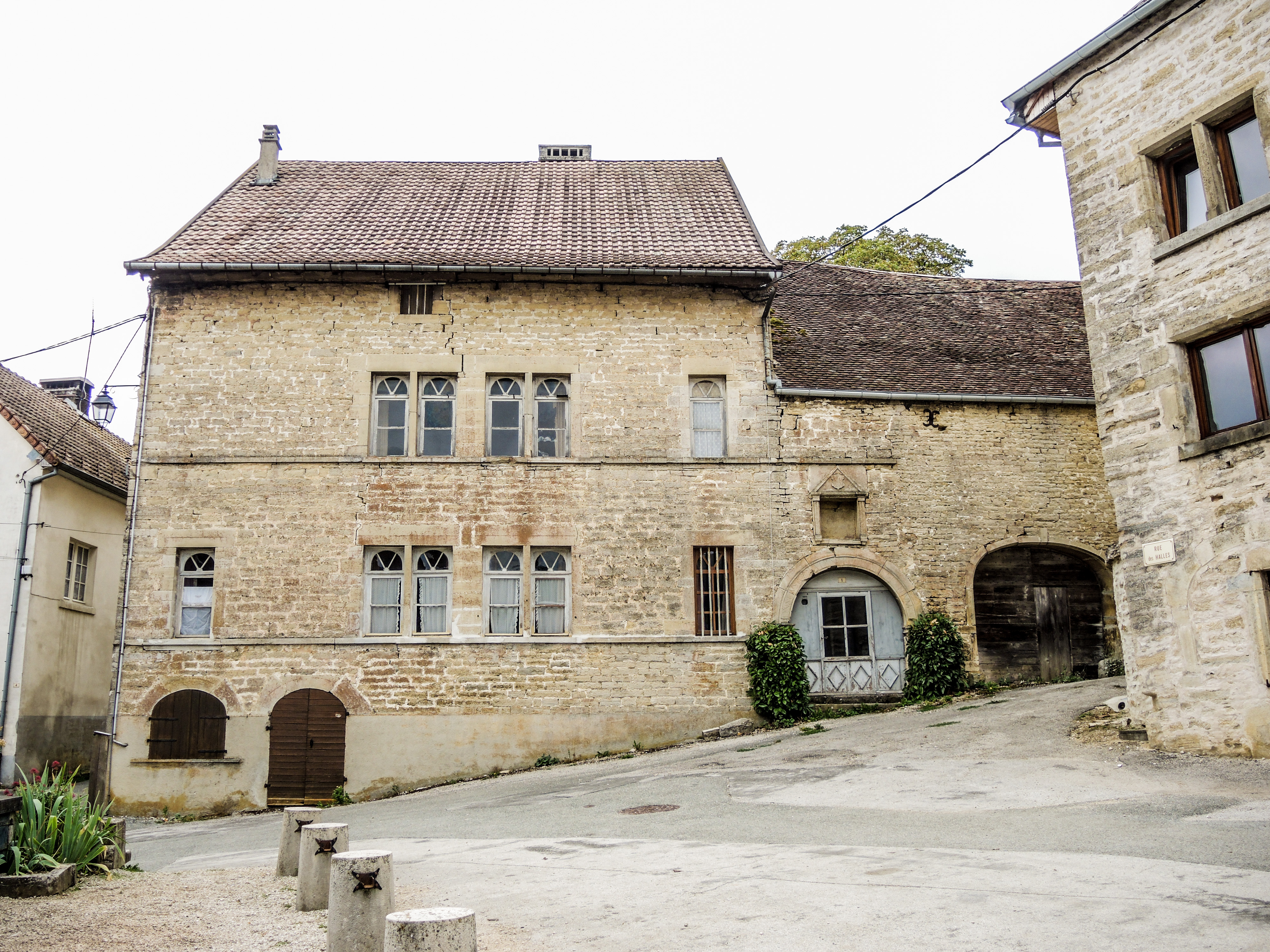
Maison ancienne.

- La chapelle Saint-Maximin.
- La chapelle Sainte-Anne XVIe siècle.
- Le bon Dieu de Pitié, statue votive du XVIe siècle.
- La vierge de Belvoir.

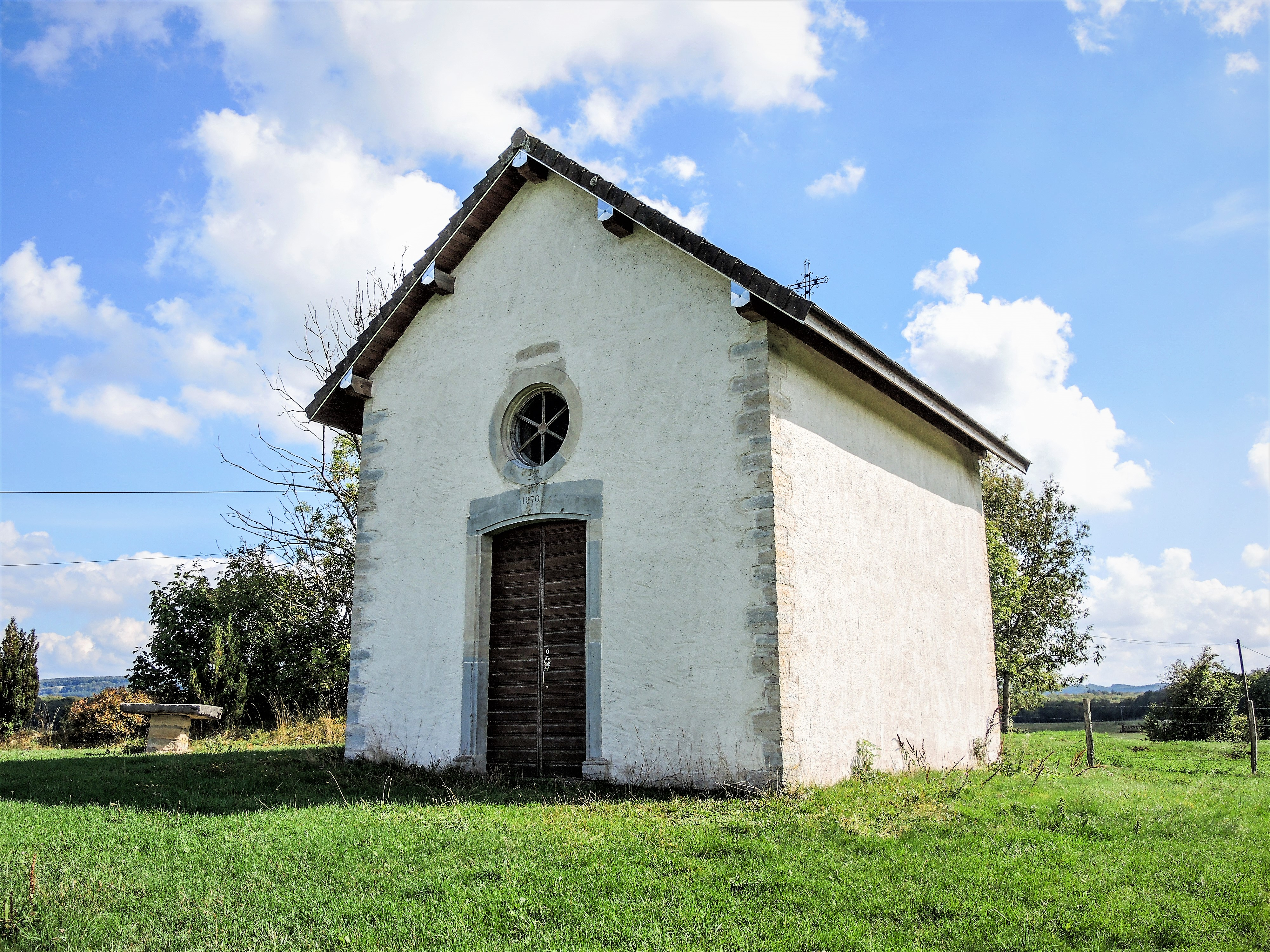
La chapelle Saint-Maximin.
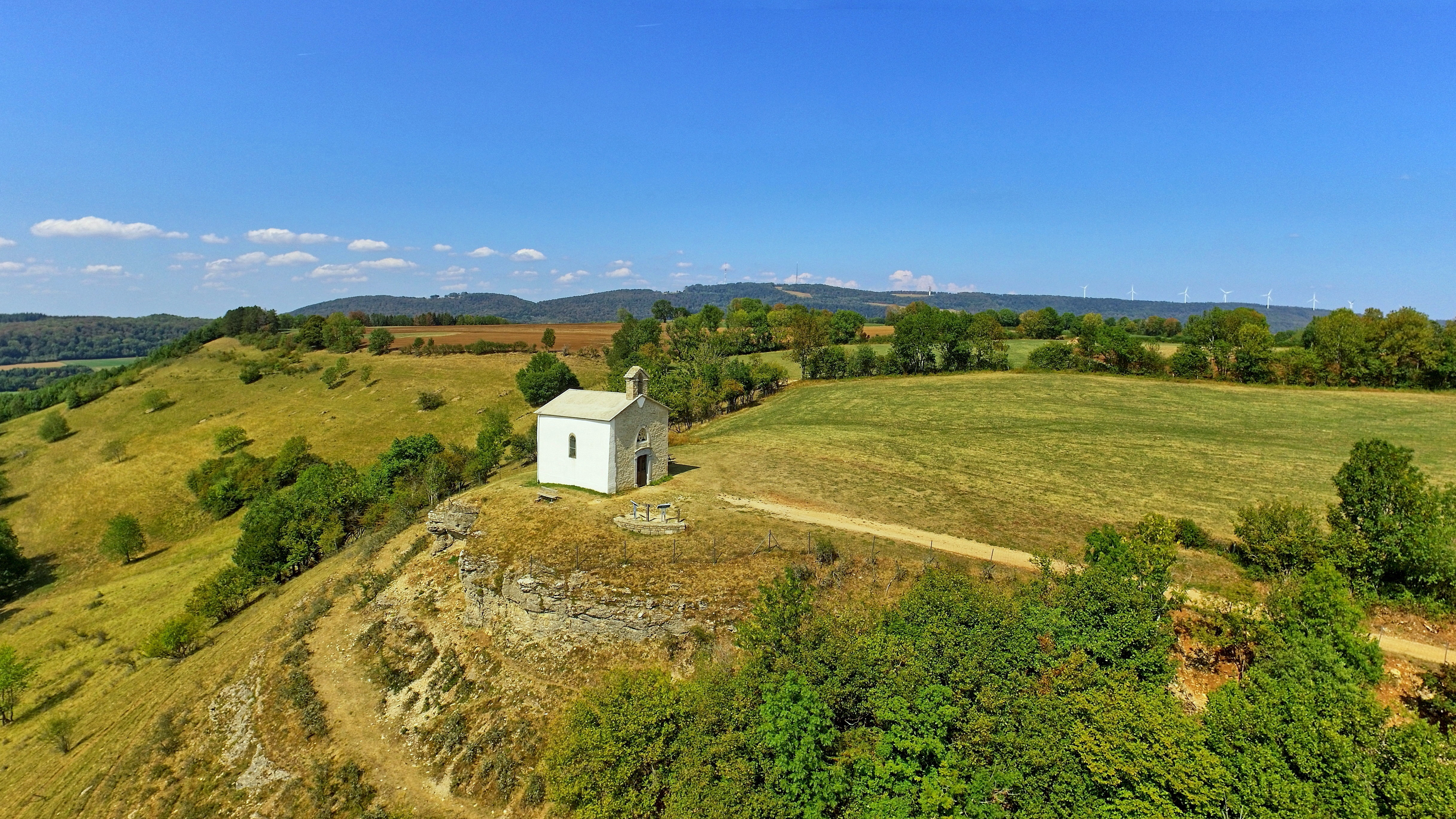
La chapelle Sainte-Anne.
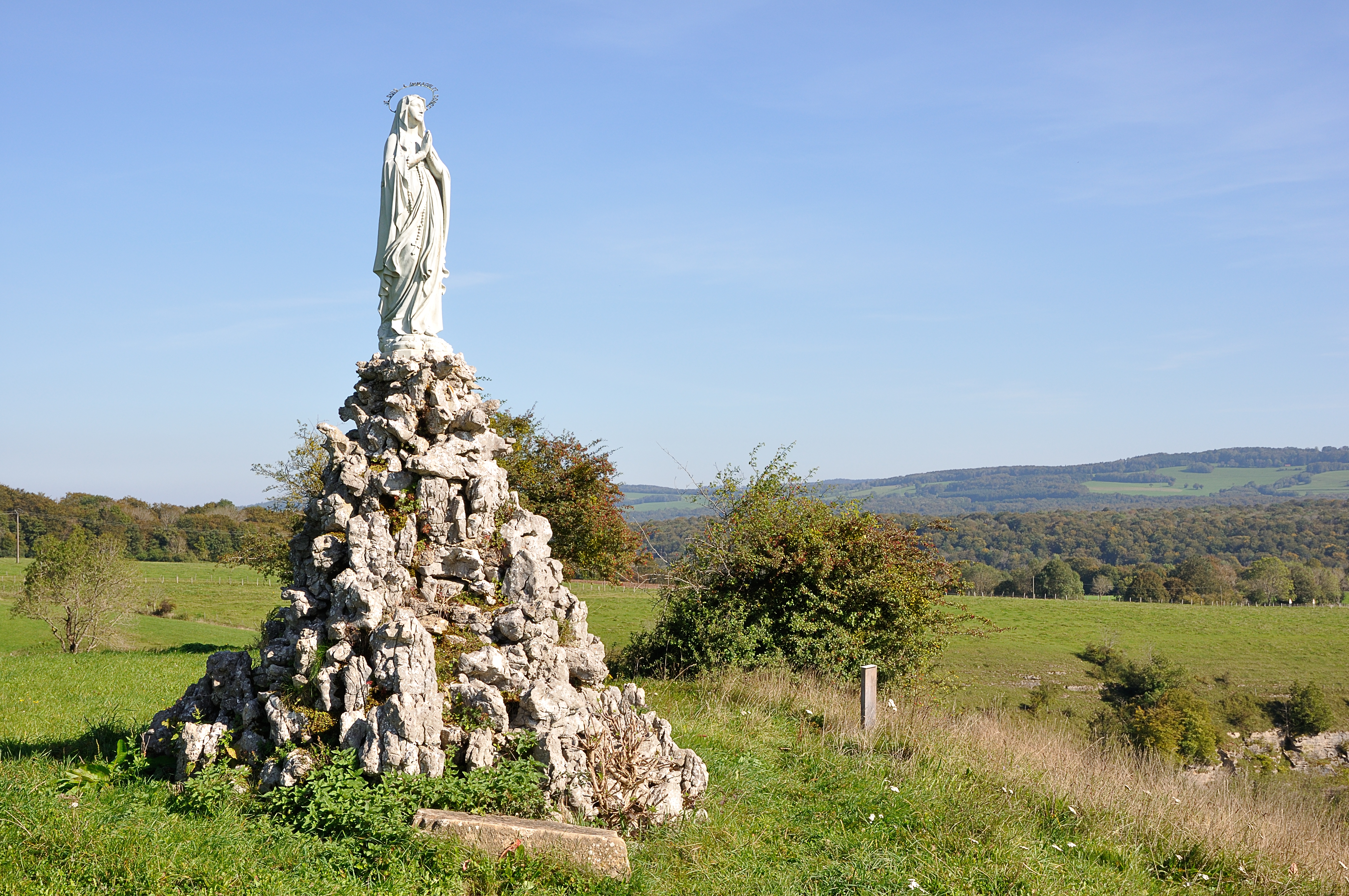
Vierge qui protège le village de Belvoir.

## Personnalités liées à la commune
- Le peintre Pierre Jouffroy, qui a acquis le château en ruine  en 1955 et l'a restauré pendant 45 ans.
- Béatrix de Cusance, née au château 1614, baronne de Belvoir, St-Julien, Cusance, princesse de Cantecroix puis duchesse de Lorraine, décédée en 1663.

### Héraldique
| Blason de Belvoir | Blason  | De gueules à trois quintefeuilles d'or, au lambel d'azur                                                                |
| Blason de Belvoir | Détails | Armes de la famille de Belvoir, branche cadette de la maison de Vergy. Le statut officiel du blason reste à déterminer. |

## Pour approfondir